# Santa Fé (Veraguas)
Santa Fé è un comune (corregimiento) della Repubblica di Panama situato nel distretto di Santa Fé, provincia di Veraguas, di cui è capoluogo. Si estende su una superficie di 145,1 km² e conta una popolazione di 3.047 abitanti (censimento 2010).